# Panzerung
Unter Panzerung (von altfranzösisch panciere, aus lateinisch pantex „Wanst“) versteht man allgemein Schutzhüllen von Menschen, Fahrzeugen, Gebäuden oder Tieren, die Schutz vor äußeren, mechanisch einwirkenden Gefahren bieten.

## Grundlagen

### Prinzip

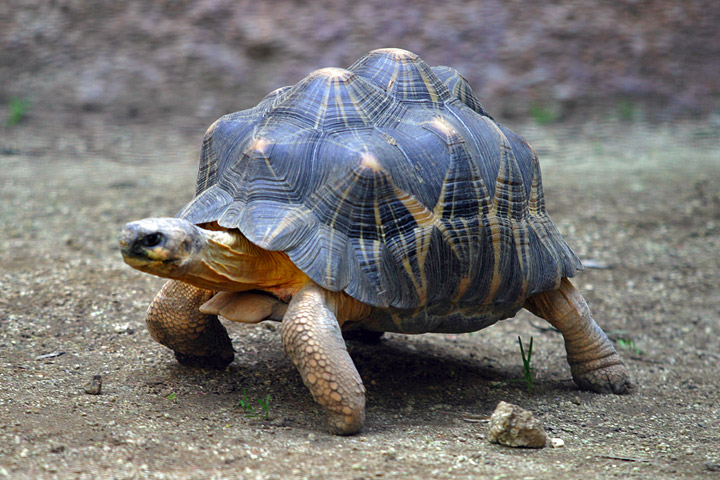
Schildkröte – klassisches Beispiel einer Panzerung in der Natur

Der Sinn einer Panzerung liegt darin, eine – in der Regel von außen – auf das gepanzerte Objekt einwirkende Kraft abzuwehren. Panzerungen sollen Schutz vor Zerstörung durch kurzfristige, intensive Kräfte bieten. Dies wird meistens durch eine Materialschicht hoher Festigkeit angestrebt, die das zu schützende Objekt oder den zu schützenden Raum umgibt. Der Schutz wird dadurch erreicht, dass die Panzerung (Schutzschicht) der zu erwartenden, zerstörerischen Kraft standhält und diese ggf. ablenkt. Die Widerstandsfähigkeit der Panzerung muss dabei nach der Größe und Art der zu erwartenden Kraft bemessen werden. Die Widerstandskraft ergibt sich aus Materialfestigkeit (Härte und strukturelle Stabilität) sowie aus dem strukturellen Aufbau (z. B. Wölbung). Der strukturelle Aufbau spielt vor allem bei großflächig einwirkenden Kräften eine Rolle (Schutz vor Zerdrücken); die Materialfestigkeit spielt vor allem bei punktuell einwirkenden Kräften (z. B. Geschossen) eine Rolle.
Man unterscheidet, insbesondere im militärischen Bereich, aktive und passive Panzerungstypen. Passive und (re-)aktive Panzerungen können kombiniert werden (wie z. B. bei Kampfpanzern, die mit einer Schicht Reaktivpanzerungs-Kacheln ausgestattet sind, und die somit besser vor Hohlladungs-Geschossen geschützt sind).
Panzerungen können auch als eigenständige Objekte existieren, die vom zu schützenden Objekt nur bei Bedarf mitgeführt werden. Bekannte Beispiele für solche Panzerung sind Schilde von Kriegern aus historischen Zeiten oder Schutzschilde von Polizisten, Helme usw.

### Optimierung

Panzerungsoptimierung durch Neigung

Panzerungen suchen immer einen Kompromiss zwischen Schutzwirkung (Vorteil) einerseits und Behinderung (Nachteil) andererseits. Neben der Art des verwendeten Materials einer Panzerung spielt wegen der Belastbarkeitsgrenzen jedes Materials vor allem deren Stärke, die Dicke der Schicht, eine entscheidende Rolle. Bei gleichem Material bietet eine dickere Panzerung besseren Schutz. Dickere Panzerung bedeutet aber auch mehr Gewicht, größere Abmessungen, Unförmigkeit, Behinderung der Bewegungsfreiheit, Einschränkung der Sensorik usw. Weder bei statischen Objekten (z. B. Bunker), noch bei beweglichen Objekten (z. B. gepanzerte Fahrzeuge) kann die Panzerschicht beliebig dick ausfallen. Dabei sind die Einschränkungen bei Gebäuden natürlich wesentlich geringer und in erster Linie räumlicher und ökonomischer Natur. Aus den genannten Gründen werden Panzerungen durch verschiedene Methoden optimiert. Dabei spielen neben anderen Faktoren in erster Linie die Art und Stärke der zu erwartenden Zerstörungskraft und die Art und Funktion des zu schützenden Objekts eine Rolle.

#### Geneigte Anordnung
Bei Panzerungen, die vor Perforation schützen sollen, ist der Neigungswinkel der Panzerung in Bezug auf die Richtung der eintreffenden Kraft, z. B. eines Projektils, von entscheidender Bedeutung. So erzielt eine schräg stehende Panzerung bei gleicher Materialstärke immer einen besseren Schutz. Die effektive Panzerungsstärke (relativ zur Richtung der Geschossbahn) ist bei schrägliegenden Panzerungen größer als die Dicke der Panzerung. Ein weiterer positiver Effekt bei schrägliegenden Panzerungen ist der Ablenkungseffekt. Er spielt allerdings wegen der hohen und konzentrierten Energie heutiger Geschosse (APDS) nur bei flachen Aufprallwinkeln unter 30° eine Rolle.
Bei ausreichend flachem Winkel steigt nicht nur der Durchdringungsweg schnell an, sondern es verkürzt sich zusätzlich die Ausdehnung des Schadens in der ursprünglichen Flugrichtung.
Schräge Panzerungen ermöglichen somit die Steigerung der Schutzwirkung, gegen Beschuss aus bestimmten Richtungen, ohne die Materialstärke der Hülle des Kampfraums zu erhöhen. Allerdings sind geneigte Platten zum Schutz einer bestimmten Fläche oft entsprechend größer, so dass bei gleicher Materialstärke das Gewicht zunimmt.
Der Neigungswinkel α sei der Winkel zwischen der Senkrechten/Normalen und der Oberfläche der Panzerplatte. Nicht geneigte Panzerung hat dabei den Winkel α = 0°. Der Durchdringungsweg berechnet sich wie folgt:
{\displaystyle {\text{Durchdringungsweg}}={\frac {d}{\cos(\alpha )}}},
wobei {\displaystyle d} die Dicke der Panzerplatte rechtwinklig zur Oberfläche ist.
| Winkel | Senkrechter Anteil der Geschwindigkeit | Durchdringungsweg |
| ------ | -------------------------------------- | ----------------- |
| 40°    | 77%                                    | 1,31              |
| 50°    | 64%                                    | 1,56              |
| 60°    | 50%                                    | 2,00              |
| 70°    | 34%                                    | 2,92              |

BeispielDer Leopard 1 hat eine um 60° geneigte Bugplatte von 70 mm Stärke. {\displaystyle {\text{Durchdringungsweg}}={\tfrac {70\,\mathrm {mm} }{\cos(60^{\circ })}}=140\,\mathrm {mm} .} Im Vergleich dazu hat der Panzerkampfwagen V Panther der Ausführung D eine um 10 mm stärkere Bugplatte, die aber nur mit 55° geneigt ist. {\displaystyle {\text{Durchdringungsweg}}={\tfrac {80\,\mathrm {mm} }{\cos(55^{\circ })}}=140\,\mathrm {mm} .}
Schräg angebrachte Panzerungen kommen insbesondere bei militärischen Fahrzeugen mehr oder weniger deutlich zur Geltung. Sie kann bei modernen militärischen Objekten auch einem weiteren Zweck dienen, und zwar der Ablenkung eintreffender Radarstrahlen nach oben oder zur Seite (um eine Reflexion der Strahlen zurück – zum Detektor – zu vermeiden, siehe Tarnkappeneffekt).

#### Selektive/differenzierte Panzerung
Eine weitere effektive Art der Panzerungsoptimierung ist die Differenzierung der Panzerung je nach Gefährdungsbereich und Gefährdungsrichtung. Die Panzerung wird dort, wo die größte potenzielle Gefährdung droht, stärker ausgeführt als an potenziell weniger gefährdeten Stellen. Unter Umständen werden weniger gefährdete Bereich gar nicht gepanzert; dann handelt es sich um Teilpanzerung. Natürliche Panzerungen sind praktisch immer differenziert oder partiell, eine Folge der Optimierung durch Evolution.
Von Menschen hergestellte Panzerungen nutzen dieses Optimierungsprinzip ebenfalls. So sind beispielsweise Kampfpanzer an der Vorderseite besonders stark gepanzert, auf ihren Ober- und Unterseiten hingegen relativ verletzlich, da sie vorwiegend mit der Vorderseite zum Feind fechten. Kampfhubschrauber und Erdkampfflugzeuge sind hingegen vor allem auf ihrer Unterseite gepanzert, um gegen Abwehrfeuer vom Boden aus geschützt zu sein.

## Panzerung in der Natur

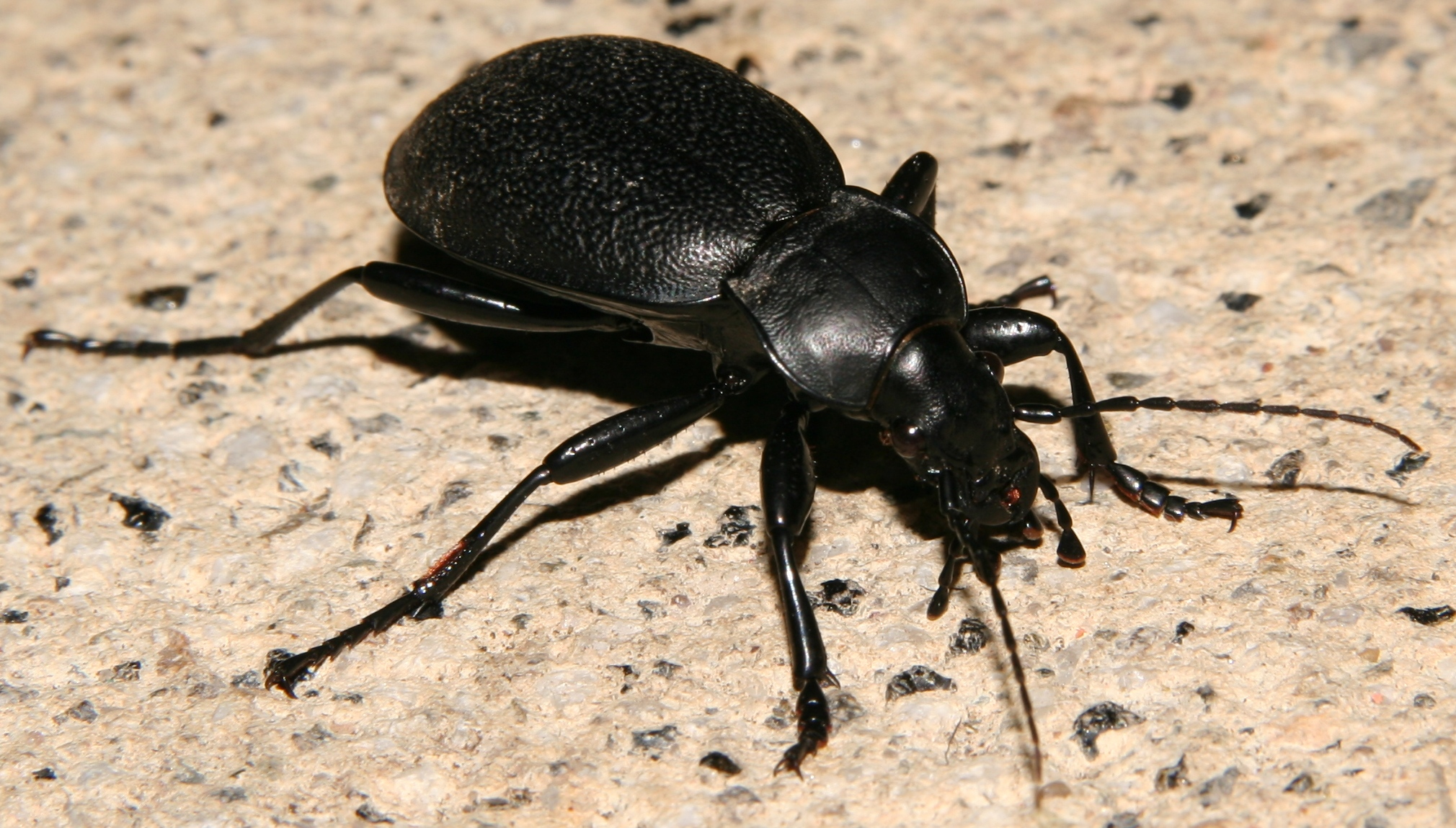
Laufkäfer

In der Natur finden sich viele Beispiele für Panzerungen, die den Schutz des verletzlichen Körpers vor Fressfeinden gewährleisten sollen. In der Natur erfüllen Panzerungen oft auch gleichzeitig eine strukturelle Stützfunktion, wie im Falle von Exoskeletten, z. B. bei Krebstieren oder Insekten.
Die bekanntesten natürlichen Panzerungen sind sicher die Knochenpanzer der Schildkröten oder die der Gürteltiere, sowie der Panzerechsen (Krokodile). Die Schildkröten besitzen die stärkste Panzerung aller Tiere. Weniger offensichtlich ist die Panzerung der Insekten. Dieser Panzer entsteht durch Sklerotin und ist dank seines Materials, Chitin, biegsam.

## Panzerung durch den Menschen

### Geschichte
In der Geschichte der von Menschen hergestellten, militärischen Panzerungen fand von den Anfängen und bis heute ein ständiger Wettlauf zwischen Schutz (Panzerung) und Zerstörungskraft (Waffe) statt. Neuen Entwicklungen von Panzerungen folgten immer Weiterentwicklungen der Waffentechnik, die die vorhandenen Panzerungen überwinden konnten.
Es gibt zu jeder Panzerung auch die Mittel, diese Panzerung zu überwinden. Es ist lediglich die Frage, ob diese Mittel zum konkreten Zeitpunkt auch verfügbar sind. Da dieses oft nicht der Fall ist, spielen Panzerungen auch im militärischen Bereich noch heute eine gewichtige Rolle.
Der Vorsprung neuer Panzerungs-Entwicklungen im militärischen Bereich ist immer nur von kurzer Dauer, ehe die Entwicklung der Waffen aufgeholt hat. So folgte auf die Entwicklung der Reaktivpanzerung zum Schutz vor panzerbrechenden Waffen mit Hohlladung die baldige Entwicklung von Geschossen mit Tandemhohlladung, die selbst kombinierte passive (Panzerstahl) und aktive (Reaktivpanzerung) durchdringen können; nun wurden Reaktivpanzerungen entwickelt, die auch Tandemhohlladungen entgegengesetzt werden können usw.

### Personenpanzerung

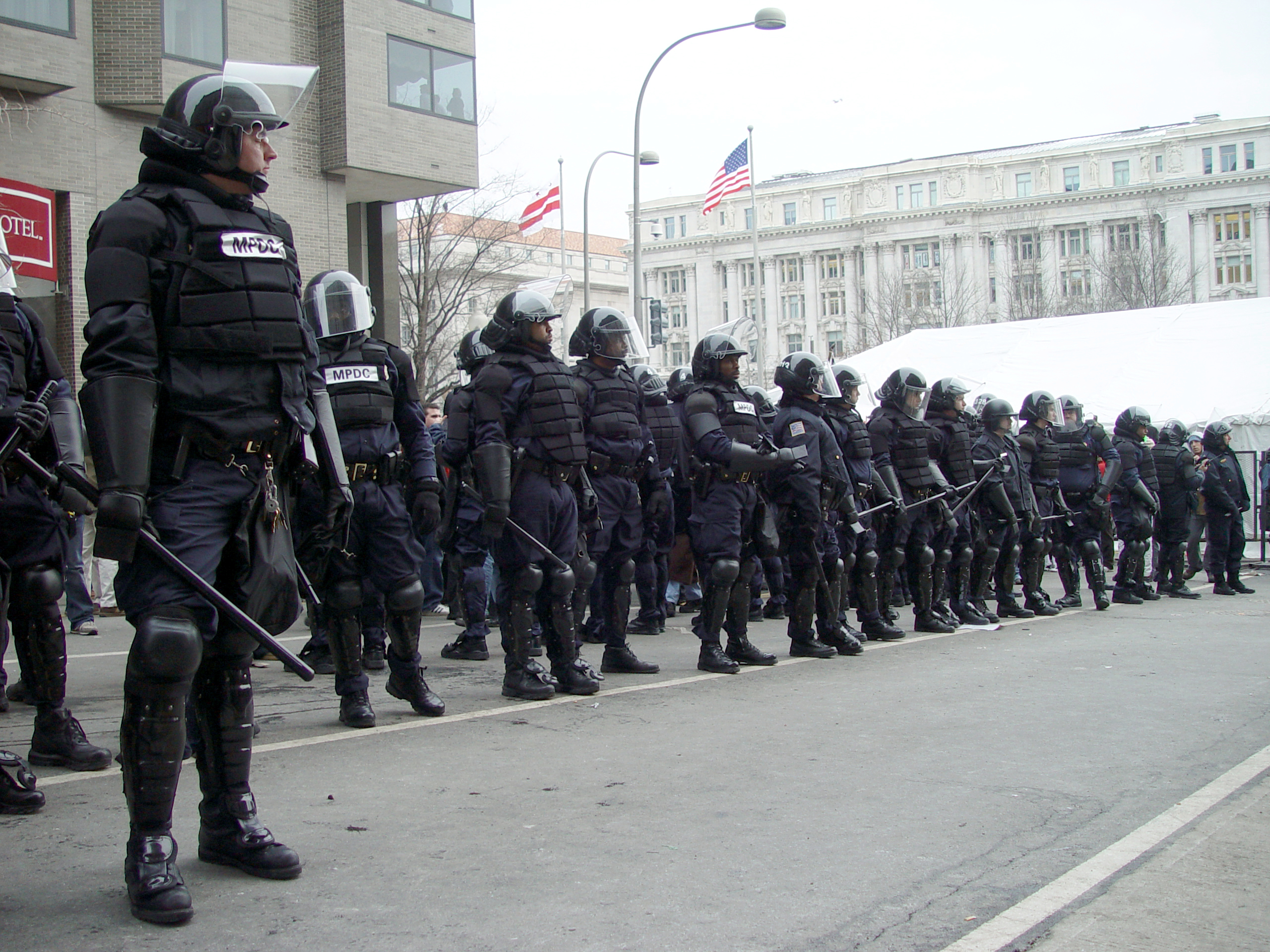
Polizei in Körperschutz-Kleidung in Washington D.C. (2005)

Künstliche Panzerungen für menschliche Körper wurden früher Rüstung genannt. Sie wurden während der militärischen Entwicklung über die Jahrhunderte zunehmend effektiver und komplexer, beispielsweise als Plattenpanzer oder Kettenhemd.
Mit dem Aufkommen und der Verbreitung der Feuerwaffen, gegen die Rüstungen zunächst keinen nennenswerten Schutz mehr boten, verloren die Rüstungen sehr schnell an Bedeutung. Dies hat allerdings im Laufe des zwanzigsten Jahrhunderts mit Entwicklung neuer Materialien und Techniken, beispielsweise der sog. Kevlarweste (Beschusshemmende Weste) einen Wandel durchlaufen.
Heute kommen vor allem Helme und Schutzwesten zum Einsatz.

### Fahrzeugpanzerung

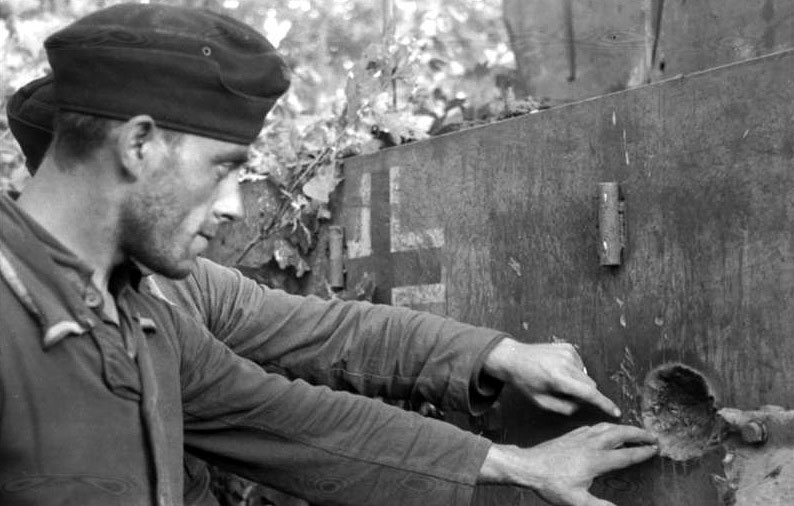
Nicht durchgedrungener Treffer einer Granate an der Wanne eines Tigers

Für Fahrzeugpanzerungen gibt es verschiedene Einsatzgebiete, um den verschiedenen Gefahren entgegenzuwirken.
Dabei wird zwischen asymmetrischer und symmetrischer Kriegsführung unterschieden. Aus den Erfahrungen der Kriegsbeteiligungen der NATO entwickelt man derzeit die Stanag 4569.
Dazu gehören heutzutage in der asymmetrischen Kriegsführung konventionelle projektilbildende Ladung (EFP) und Antipanzerminen. Auch verschiedene Unkonventionelle Spreng- und Brandvorrichtung (USBV/IED) Bedrohungen von Personen, Fahrzeugen oder die gefährlicheren improvisierten 155-mm-Granaten und der neuen improvisierten EFP, die durchschnittlich allesamt im Nahbereich von 0,5 und 2 Metern unter oder neben den Fahrzeugen gezündet werden. Zudem Projektile von Sturmgewehren 7,62 mm aus 10 Metern und schweren Maschinengewehren bis 14,5 mm aus 50 Metern (40mmHHA) durchschnittlicher Entfernung. Gegen diese Bedrohungen werden ausreichende Panzerungsstärken von bis zu 60 mm HHA equivalenz eingesetzt, z. B. bei dem Boxer, der frontal auch größeren Schutz bietet.
Leichter geschützte Fahrzeuge wie der deutsche Dingo 2 und der AMPV schützen dagegen mit bis zu 26 mm HighHardArmour-Äquivalenz gegen die häufigsten Bedrohungen, Antipanzerminen, jede Munition in 7,62 mm und gegen Selbstmordattentäter (50 kg TNTa) in vollem Umfang. Autobomben und schwerem Maschinengewehr 12,7 mm bei größeren als den durchschnittlichen Entfernungen in geringem Umfang. 155-mm-HE-Splittergranaten durchdringen in 2 Meter Entfernung bis zu 60 mm, in 40 Metern 30 mm und in 1.000 Metern bis zu 15 mm HHA.
Eine weitere asymmetrische Bedrohung sind RPG aus 25 Metern, die in den Gewichtsklassen durch aktive Nahbereichs- und Fernbereichs-Gegenmaßnahmen bekämpft werden, siehe z. B. AMAP als auch durch Reaktivpanzerung. Ferngezündete Bomben werden z. B. elektronisch zu unterdrücken versucht.
Dazu kommen symmetrische Bedrohungen wie Panzerabwehrlenkwaffen (PALR) in 100 Meter, Artillerie, Maschinenkanonen in 200 Meter und Kampfpanzer in 500 Metern durchschnittlicher Entfernung gegen die Panzerungen von bis weit über 1000 mm RHA genutzt werden. In naher Zukunft werden Laser eine zusätzliche Schutzmaßnahme neben Metallen, Keramik, Kevlar, Aramid, Dyneema und Glasfiber etc. darstellen.

#### Panzerung an zivilen Fahrzeugen
- Sonderschutzfahrzeug
- Geldtransporter
- Panzerglas

#### Panzerung an militärischen Fahr- und Flugzeugen
- Kampfpanzer
- Schützenpanzer
- gepanzerte Mannschaftstransportwagen
- Geschütztes Fahrzeug
- Panzerzug
- Panzerschiff
- Kampfhubschrauber
- Erdkampfflugzeug

Um den Gefahren durch Explosivgeschosse, Quetschkopfgeschosse, Hohlladungen oder Tandemhohlladungen entgegenzuwirken, entstanden verschiedene Panzerungssysteme. Zur sogenannten Grundpanzerung, also dem ballistischen Schutz und somit passiv zählen:
- Massivpanzerung, aus verschweißten Panzerstahlplatten oder aus Panzerstahlguss gefertigt (passiv)
- Schottpanzerung, zwei (Doppelschottpanzerung) oder mehrere (Mehrfach-Schottpanzerung) Panzerstahlplatten mit einem dazwischenliegenden Luftspalt. (passiv)
- Verbundpanzerung (passiv)

Um die Panzerung bestehender Fahrzeuge oder von leichten Panzern zu erhöhen, wurden folgende Zusatzpanzerungen entwickelt:
- Käfigpanzerung (passiv)
- Reaktivpanzerung (aktiv)

In der Marine:
- Küstenpanzerschiff
- Panzerdeckkreuzer, mit Panzerdrehturm
- Panzerdeckschiff
- Panzerfregatte
- Panzerkanonenboot
- Panzerkorvette
- Panzerkreuzer
- Panzerschiff
- Widderschiff („Panzerramme“)

In der Artillerie:
- Drehpanzer
- Fahrbare Panzerlafette (kurz Fahrpanzer)[3]
- Panzerbatterie
- Panzerlafette
- Panzerschild
- Verschwindungspanzer

### Raumfahrt
Der Whipple-Schild dient dem Schutz vor Kollisionen mit Mikrometeoriten und Weltraummüll.

### Gebäudeschutz
Panzer nennt man jenen Teil von Rollläden bzw. Rolltoren, der heruntergelassen wird bzw. die Öffnung schließt.

### Panzerung in der Metalltechnik
In der Metalltechnik bezeichnet Panzerung das Auftragen einer zusätzlichen Materialschicht auf das Werkstück. Diese dient in der Regel dazu, Verschleißteile vor Abnutzung zu schützen. Typische Anwendung ist das Auftragsschweißen an den Zähnen einer Baggerschaufel, oder beim Panzerförderer (umgangssprachlich für Kettenkratzförderer).